# Légation de Romagne
Pour les articles homonymes, voir Romagne.
La légation apostolique de Romagne (en latin : Exarchatus Ravennæ) fut une subdivision administrative de l’État pontifical. Formée dans les années 1540, son histoire se termina en 1796 avec l’invasion napoléonienne.

## Toponyme
Dès la création de l’institution, la Ire Légation fut appelée légation de Romagne par le Cardinal secrétaire d'État Giacomo Antonelli. Tout en se référant à tradition onomastique historiquement en vigueur, le nom était inapproprié en partie parce que le territoire s'étendait au-delà de la Romagne et elle avait pour capitale une ville émilienne. 

En 1858, le nom est changé en celui de légation des Romagnes,.

## Fondation
Les principales dates de la création de la légation sont :
- 4 septembre 1540 : le pape Paul III décide de nommer un légat apostolique uniquement pour la Romagne, avec son siège à Ravenne;
- 1545 : la légation de Romagne obtient son autonomie par rapport à Bologne.

Les épisodes qui occasionneront sa disparition : 
- 19 février 1797 : le pape renonce à tous ses droits sur la légation (Traité de Tolentino)
- mai : la légation fut unie à la République cispadane, puis le 29 juin 1797 dans  la République cisalpine.

## Extension et population
Le territoire de la légation (ou province)  comprenait les comitatus de :
- Ravenne (depuis peu sous le domaine de l’Église),
- Comacchio
- Cervia,
- Rimini,
- Cesena,
- Bertinoro,
- Forlì avec les archevêchés de Santarcangelo, Montefeltro, Sarsina et Fiumane di Galeata,
- Faenza,
- Imola.

Le siège du légat fut assigné au Palazzo apostolique de Ravenne à partir de 1544.

La Province confinait au sud avec les Marches d'Ancône et le Grand-duché de Toscane, à l’ouest avec la légation de Bologne et au nord avec le Duché de Ferrare.

## Source de traduction
- (it) Cet article est partiellement ou en totalité issu de l’article de Wikipédia en italien intitulé « Legazione di Romagna » (voir la liste des auteurs) le 12/07/2012.